# دویدن دختر را ببینید
دویدن دختر را ببینید (به انگلیسی: See Girl Run) فیلمی محصول سال ۲۰۱۲ و به کارگردانی نت مه‌یر است. در این فیلم بازیگرانی همچون رابین تونی، آدام اسکات، جرمی استرانگ، ویلیام سدلر، آبری دالر، مری‌لوئیس بورکی، جاش همیلتون و لری پاین ایفای نقش کرده‌اند.